# Хасмор
Хасмор (нем. Haßmoor) — община в Германии, в земле Шлезвиг-Гольштейн. 
Входит в состав района Рендсбург-Экернфёрде. Подчиняется управлению Айдерканаль.  Население составляет 292 человека (на 31 декабря 2010 года). Занимает площадь 10,28 км².